# Сякель, Ярослав

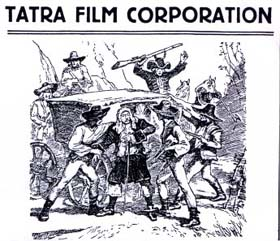
Плакат словацко-американского общества «Татра-фильм Корпорейшн» о фильме «Яношик»

Ярослав Сякель (Сиакель, словац. Jaroslav Siakeľ), 4 января 1896, Блатница, Австро-Венгрия — 19 февраля 1997, Вестерн Спрингс, штат Иллинойс, США) — словацкий кинорежиссёр и кинооператор. В 1921 году снял первый полнометражный немой фильм «Яношик» совместного производства Словакии и США — один из первых полнометражных фильмов в мире.
Вместе со своим братом Даниэлем был обладателем нескольких патентов в области кино- и операторской техники.

## Биография
Имя при крещении — Людвик Ярослав, после эмиграции в США в 1912 году использовал имя Людвиг Джерри Сякель. Во время Первой мировой войны окончил курсы аэрофотосъёмки, позднее создавал документальные и художественные фильмы для компании «Rothacker Film Mfg Co», многие из этих фильмов тематически были связаны с Чехословакией.
Также занимался вопросами упрощения производства множительных пленочных материалов.
В ноябре 1920 года в Чикаго американские словаки основали компанию «Татра Фильм Корпорейшн» с целью снимать фильмы на своей первой родине. Одним из главных основателей компании был владелец кинотеатра Ян Заводный. Его коллегами стали братья Сякель. Съемки фильма, в основу сюжета которого легла история жизни национального героя Словакии Юрая Яношика (1688—1713) были поручены братьям Сякелям — Даниэль был оператором фильма, а Ярослав — режиссёром.